# Outat El Haj
Outat El Haj (arabiska: أوطاط الحاج) är en stad i Marocko. Den ligger i provinsen Boulemane och regionen Fès-Meknès, 300 km öster om huvudstaden Rabat. Antalet invånare var 16 388 vid folkräkningen 2014.